# Krvavčji Vrh
Krvavčji Vrh este o localitate din comuna Semič, Slovenia, cu o populație de 81 de locuitori.